# Tvings kyrka
Tvings kyrka är en kyrkobyggnad i Lunds stift. Den är församlingskyrka i Fridlevstads församling. Kyrkan ligger i samhället Tving, på en höjd med utsikt över landskapet öster om Nättrabyån i Blekinge.

## Kyrkobyggnaden
Man vet ej hur den gamla kyrkan såg ut. Materialet var av gråsten och utvändigt av kyrkan vitputsad. Taket var täckt med tjärat spån. Det fanns två dörrar till den gamla kyrkan och 1785 omtalas en ny dörr i koret. Man vet inte hur fönstren har sett ut men 1779 berättas om ett fönster i korets södra mur. 1786 nämns ett kyrkofönster.

### Tvings nya kyrka
Mellan åren 1841 och 1843 revs den gamla medeltida kyrkan i Tving och den nuvarande nyklassicistiska kyrkan uppfördes. Ritningarna utarbetades av Carl Stål 1838. Kyrkan består av ett rektangulärt långhus, sakristia i söder (bakom koret) samt torn i norr. Byggnadsmaterialet är i huvudsak gråsten. Kyrkan är cirka 60 meter lång och en av de längsta kyrkorna i Blekinge. De vitputsade fasaderna uppbryts av stora rundbågefönster. Tornet kröns av en fyrsidig lanternin med gavelfrontoner och kupoltak. Långhuset täcks av ett flackt sadeltak. Torningången i väster har granitomfattning. Sidoingångarna mitt på norra respektive södra sidan markeras av monumentala portaler i sengustavianskt utförande med doriska kolonner och halvcirkelformat fönster. Murarna är invändigt putsade, och kyrkorummet täcks av ett segmentformat trätunnvalv vilande på en profilerad, dragen list. Östra väggen domineras av altaruppsatsen (i klassicerande stil med parställda joniska kolonner, förkroppat listverk samt överliggande rundbåge), flankerad av sakristiedörrarna.

## Kyrkogården
Den gamla kyrkan omgavs av en kyrkogård och omtalas 1821 som icke planterad. Den omgavs av en gråstensmur i kallmur som hade två portar eller luckhus av trä, ett i norr och ett i söder. 1805 byggdes de upp på nytt och 1806 sattes en ny likport upp.
På kyrkogården stod en klockstapel av trä. Tacket var täckt av tjärat spån. Den omtalas 1730 och 1793 beslutar man att uppföra en ny klockstapel. 1821 beskrivs den att vara i dåligt stånd. Stapeln rivs troligtvis samtidigt som den nya kyrkan uppfördes.

## Inventarier
- Altaruppställning och predikstol är samtida med kyrkan.
- Altarring med svarvade balusterdockor.
- Träkors som är vitmålat.
- Nummertavlor av trä med förgyllda lyrkrönta ramar.
- Dopfunt av ek. Fyrkantig dopställning med marmorerat träd. Dekorerad med blommor och kors. Den är 81 centimeter hög.
- Dopskål av mässing från 1915.
- Sluten bänkinredning.
- Orgelläktare med ådrad dekor i speglarna.
- Brudkrona av silver som är delvis förgylld. Den har kransar. I den översta delen är löv fästa. Den har många stenar i olika färger. Har följande inskrift: Gifven av guldsmeden Axel Gabriel Estberg och dess hustru Johanna Maria Wahlman i Carlskrona till Tvings kyrka D: 17 september 1843. Den har stämplarna: Karlskrona vapen - tre kronor - AGS - C4. Den har en vidhängande silverlänk Är 13,5 centimeter hög och 22 centimeter i diameter. 1761 stals den tidigare brudkronan.
- Mässhake av svart sammet med guldgalon. 120 centimeter hög, 87 centimeter bred. Köptes troligen in 1812.
- Håv av brun sammet med en stång. Pungens höjd är 15 centimeter.
- Skå av al som är vitmålat och inköpt 1812. Den är 226 centimeter hög och 169 cm lång.
- Kista av trä med fullständiga järnbeslag. Den är 55 centimeter hög och 92 centimeter lång.
- Golvur som är vitmålat och förgyllt. Det står i koret med inskriften på urtavlan: Ringius C:krona. N:r 266.
- Sigill av mässing med träskaft. Vid blomman står följande inskrift: Tvings*socken*Sigill*. Den inköptes 1787 och är 7,3 centimeter hög och 4,1 centimeter i diameter.
- Offerstock av trä som är rund och järnbeslagen. 80 centimeter hög och 17 centimeter i diameter.
- Offerskrin av ek med enkla järnbeslag från 1700-talet. 31 centimeter hög, 33 centimeter bred och 41 centimeter lång.

### Predikstolen
Den praktfulla predikstolen som är utförd av Peter Lindh, Karlskrona är rikt dekorerad med förgyllda symboler bland annat lagens tavlor, kors, nattvardskalk m m. På väggen under ljudtaket en draperimålning och på ljudtaket hänger en duva som symboliserar den helige ande. På ljudtaket sitter det ett kors. 
- Längst till vänster är en bild på en bok med inskriften: Joh Ev: 3: Cap v: 16.. I Johannesevangeliets 3 kapitel vers 16 står det:

| ” | Så älskade Gud världen att han gav den sin ende son, för att de som tror på honom inte skall gå under utan ha evigt liv. | „ |

- Bilden efter denna föreställer en nattvardskalk med oblat över sig omgiven av två kvistar.
- Nästa bild föreställer ett kors med en törnekrona på sig. Ovanför den lyser en Davidstjärna och nertill ligger en kvist. På vardera sida om bilden finns det en fackla.
- Bilden längst till höger föreställer två stentavlor med romerska siffror. Det är Moses tio guds bud.

### Altartavlor

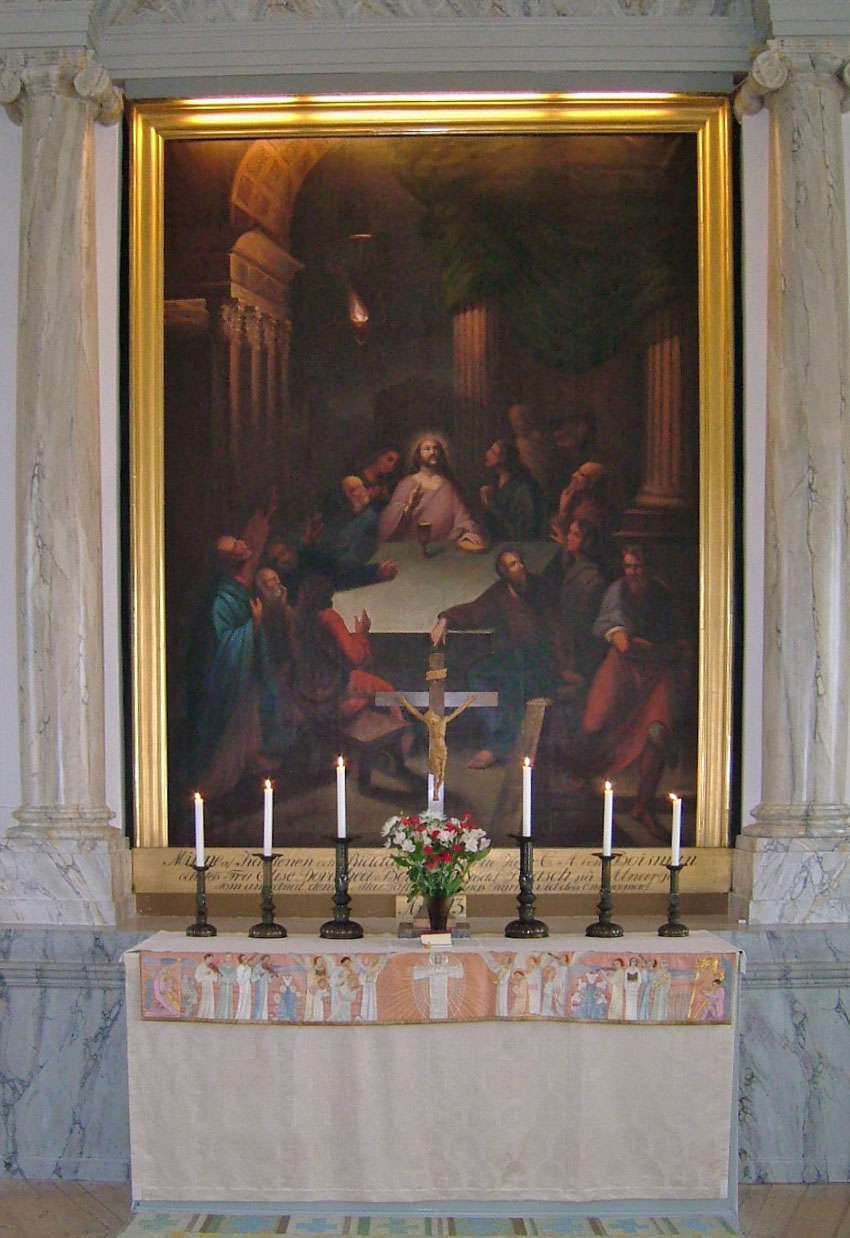
Altartavlan:Nattvardens instiftelse

- Altartavlan är signerad Salomon Andersson 1842 och har nattvardens instiftelse som motiv. Inskriften under tavlan lyder:

| ” | Minne af Kaptenen och Riddaren Wälborne Herr C; A; von Boisman och dess Fru Elise Dorothea Boisman född Brasch på Alnaryd, som anordnat denna Altar Tafla till Tvings Kÿrka vid dess ombÿggnad. År 1843. | „ |

- Vid dopfunten står ett medeltida altarskåp från 1510-1520. Huvudmotivet är Nådastolen där Gud Fader håller den korsfäste Kristus framför sig. Vänstra flygeln avbildar Jesus i Getsemane och Pontius Pilatus som tvår sina händer. Högra flygeln visar hur Judas Iskariot förråder Jesus och Pilatus som överlämnar Jesus till korsfästelse.

| ” | Jeg hyser, men min hielp er longt borte Jeg ehr een Orm och intet menniske min Gúd wær iche langt fra mig Menniskens spot folchenes for achtelse. Jeg er Herren din Gúd, dú skall ingen anden Gúd fiende tiden mig oc ingen frelsere úden mig allene. | „ |

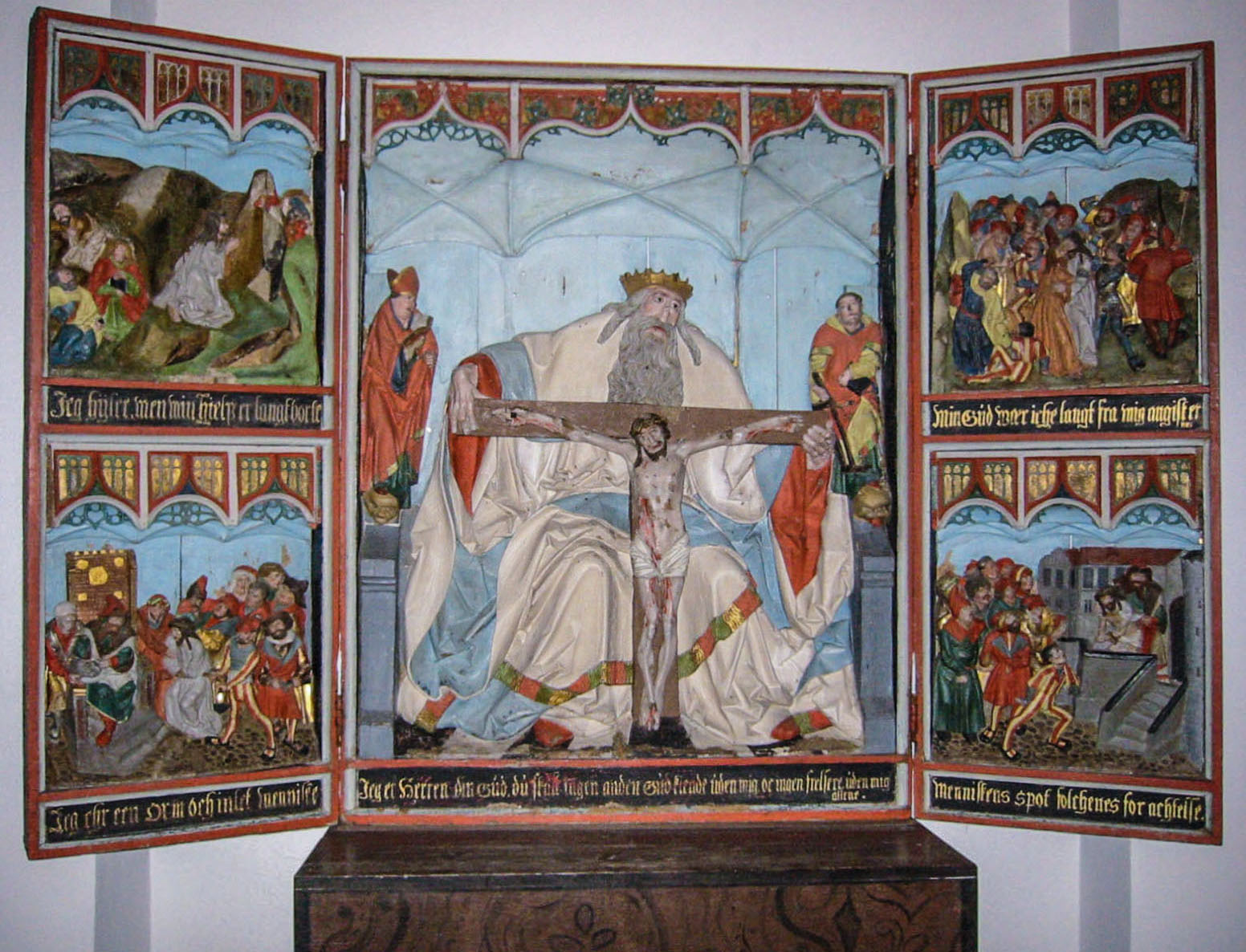
Det medeltida altarskåpet

### Klockorna
- Stora klockan har inskriften på övre kanten: "Anno 1709 deo gloria regi honor patriä pax gregi salus. På andra sidan: Me fecit Martin Wetter Holds" (Martini Wetterholtz). Har Karl XII:s krönta namnchiffer inom eklövskvistar och på andra sidan ett vapen i relief med underskrift: H. M. K.. Med blommor som har fallande vattendroppar som symboliserar Guds välsignelse och nåd. Den är omkring 90 centimeter hög och 100 centimeter i diameter.
- Lilla klockan har inskriften på sidan: "Gutten i Carlskrona af Lars Öhman år 1814" och på andra sidan i relief Kristus om världsdomare och en genius. Den är omkring 70 centimeter hög och 80 centimeter i diameter.

### Ljuskronor och ljusredskap
- Ljuskrona av mässing med 8 ljushållare, tillverkad på 1700-talet. Den är 80 centimeter hög.
- Ett par ljuskronor av kristall med 6 ljushållare. Tillverkad vid 1800-talets början. De är 105 centimeter höga. Skänktes på julfesten 28 november 1830 av Sven Mårtensson i Måstad och hustrun en kristalljuskrona. Juldagen 1832 skänktes den andra kristalljuskronan av kyrkvärden Håkan Nilsson och nämndemannen Anders Abrahamsson i Tving samt nämndemannen Peter Jönsson i Gunnetorp och Nils Svensson i Björkaryd.
- Ljuskrona av glas med 8 ljushållare tillverkad på 1800-talet. Den är cirka 114 centimeter hög.
- Ljuskandelabrar av mässing i modern stil.

### Nattvardsservis
- Kalk av silver som är förgylld. Foten är sexpassformig och har gravering med motiv av fågel, blomma och frukt. Har sex knappar med inskriften: .I.-.H.-.E.-.S.-.V.-.S.. Och i bottnen 60 10. Det är ett danskt renässansarbete från 1500-talet. 23 centimeter hög och 12,5 centimeter i diameter.
- Patén är av silver och förgylld ovantill. I botten står det skrivet: 1769 8 1⁄2 lo. Den har följande stämplar: Karlskrona vapen - Novisadi -L - fleuron. Den är 14,6 centimeter i diameter. Den är tillverkad av Sigismund Novisadi den yngre. 1761 stals den tidigare patén och man beslöt att anskaffa denna 1770.
- Patén i tenn (nu försvunnen). Den stals 1761.
- Oblatask av silver. Den är åttasidig och har stämplarna: Karlskrona vapen - - K - åldermansranka - 19 lod.
- Kanna av silver, pipen har en form som ett skäggigt manshuvud. Den har inskriften: 70: Mall:Division: lod. Stämplarna: Karlskrona vapen - tre kronor - K - åldermansranka. den är 28 centimeter hög.
- Sockenbudstyg i skinnfodral består av en kalk i silver som är delvis förgylld. I botten står det inskrivet: 13 lod. den är 10,5 centimeter hög och 6,8 centimeter i diameter.
- Patén av förgyllt silver har inskriften i botten: Sockenebuds kalk och patén tillhörig Tvings kÿrka. Gjord 1596 i Mårtens tid omgjord 1693 i Hindrik kicks tid. Förnÿad 1817 i sundii tid. Den är 8,8 centimeter i diameter
- Oblatask av silver med stämplarna: Karlskrona vapen - tre krono - PRS - P - 3 lod. den är 2,5 centimeter hög och 4,6 centimeter i diametern.

### Gravar
- Gravhäll av kalksten från 1720-talet. Den är skulpterad med enkla emblem och finns innanför södra längans dörrar.
- Gravsten av gråsten med inhugget kors omgiven av en cirkel som är 8 tum i diameter. Var placerad som fotsten i luckan över dörren till Tvings gamla kyrka men är nu försvunnen. Stenen nämns 6 juni 1833 och är från 1100-talet
- Gravsten av granit som är ornerad med ett kors och under en sexuddig stjärna. Var placerad vid Tvings gamla kyrkas fotsteg vid dörren, men är nu försvunnen. Stenen nämns 6 juni 1833 och är från 1100-talet.

### Orglar

#### Läktarorglar

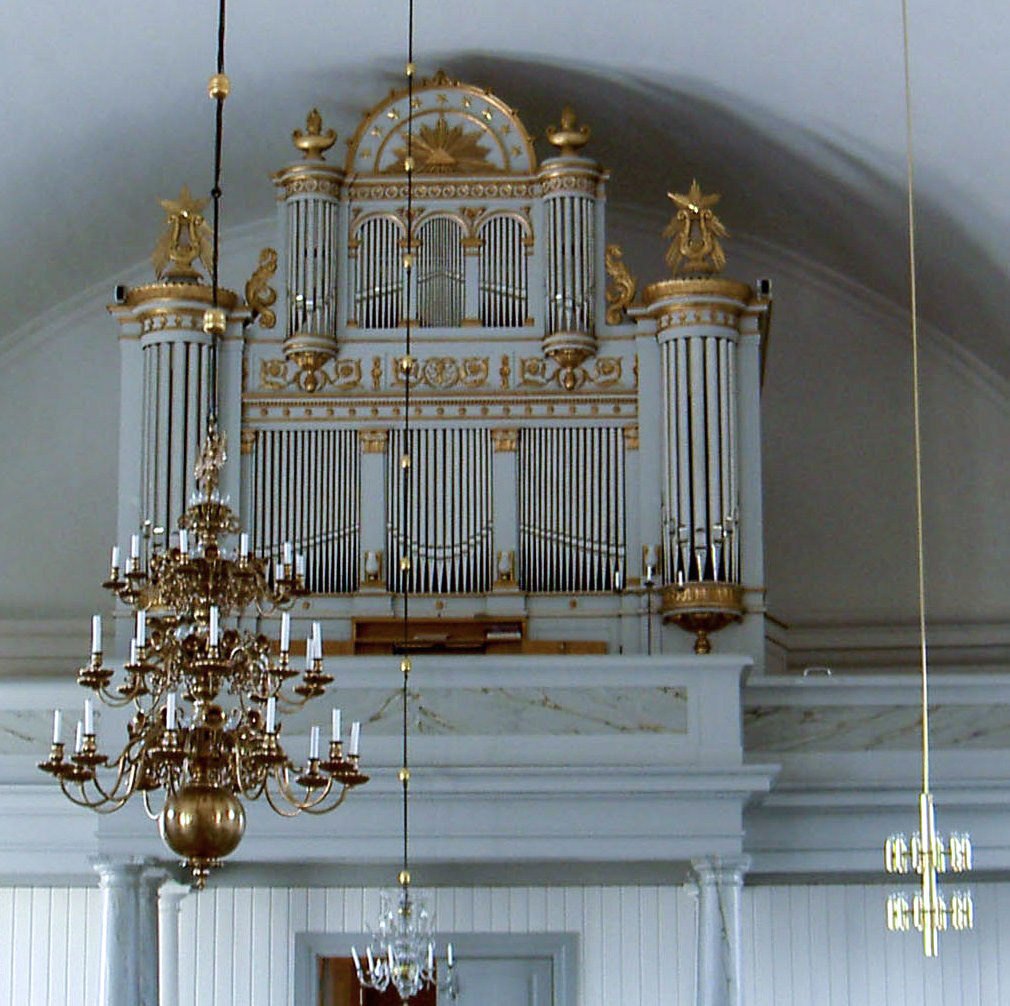
Läktarorgeln med Åboms fasad

- 1847 installerades en orgel med 18 stämmor av Andreas Åbergh i Hjortsberga socken med fasad utförd efter ritningar av Johan Fredrik Åbom.

| Manual I           | Öververk II          | Pedal         | Koppel |
| Principal 8'       | Principal 8'         | Principal 16' |        |
| Borduna 16'        | Flöjt Cupsida 8'     | Subbas 16’    |        |
| Fugara 16          | Cordno di basetto 8' | Violon 8’     |        |
| Salicional 8'      | Oktava 4'            | Trombone 16'  |        |
| Flöjt 8' B         | Trumpet 8'           |               |        |
| Flöjt cuspida 8' D |                      |               |        |
| Holflöjt 4'        |                      |               |        |
| Oktava 4'          |                      |               |        |
| Oktava 2'          |                      |               |        |
| Trumpet 8'         |                      |               |        |

- Den omändrades av Levin Johansson 1915.

| Manual I           | Öververk II          | Pedal         | Koppel |
| Principal 8'       | Principal 8'         | Principal 16' |        |
| Borduna 16'        | Rörflöjt 8'          | Subbas 16’    | I/P    |
| Fugara 16          | Cordno di basetto 8' | Violoncell 8’ |        |
| Salicional 8'      | Violon 4'            | Basun 16'     |        |
| Flöjt 8' B         | Violon 8'            | Oktava 4'     |        |
| Flöjt cuspida 8' D |                      |               |        |
| Holflöjt 4'        |                      |               |        |
| Oktava 4'          |                      |               |        |
| Oktava 2'          |                      |               |        |
| Trumpet 8'         |                      |               |        |

Övriga stämmor utan känd plats: Fugara 16', Salicional 8', Flöjt 8', Octava 2', Borduna 16, Oktava 4', Rörflöjt 8, Hollflöjt 4', Corno di bassetti 8', Flöjt Euphone 8', Salicet 4'.
- År 1967 byggdes ett nytt, mekaniskt orgelverk på 25 stämmor av Mårtenssons orgelfabrik. Den ursprungliga fasaden bibehölls.

| Huvudverk (I) | Öververk (II)   | Svällverk (III) | Pedalverk (P)      | Koppel |
| Principal 8’  | Rörflöjt 8’     | Spetsgamba 8’   | Subbas 16’         | I/P    |
| Gedackt 8’    | Principal 4’    | Kvintadena 8’   | Oktava 8’          | II/P   |
| Oktava 4’     | Gedacktflöjt 4’ | Rörflöjt 4’     | Nachthorn 4’       | III/P  |
| Flöjt 4’      | Blockflöjt 2’   | Principal 2’    | Pedalmixtur 2 chor | II/I   |
| Oktava 2’     | Kvint 1 1⁄3’    | Cymbel 3 chor   | Fagott 16’         | III/I  |
| Mixtur 5 chor | Scharf 3 chor   | Vox humana 8’   |                    |        |
| Trumpet 8’    | Dulcian 8’      | Tremulant       |                    |        |

#### Kororgel
Kororgeln är byggd av Tostareds Kyrkorgelfabrik. Den omintonerades 1993 av Nye Orgelbyggeri. Den har stämningen Werckmeister III.
| Manual C-g3   | Pedal C-d1 |
| Gedackt 8’    | Bihängd    |
| Rörflöjt 4’   |            |
| Principal 2’  |            |
| Kvinta 1 1⁄3’ |            |

## Bildgalleri

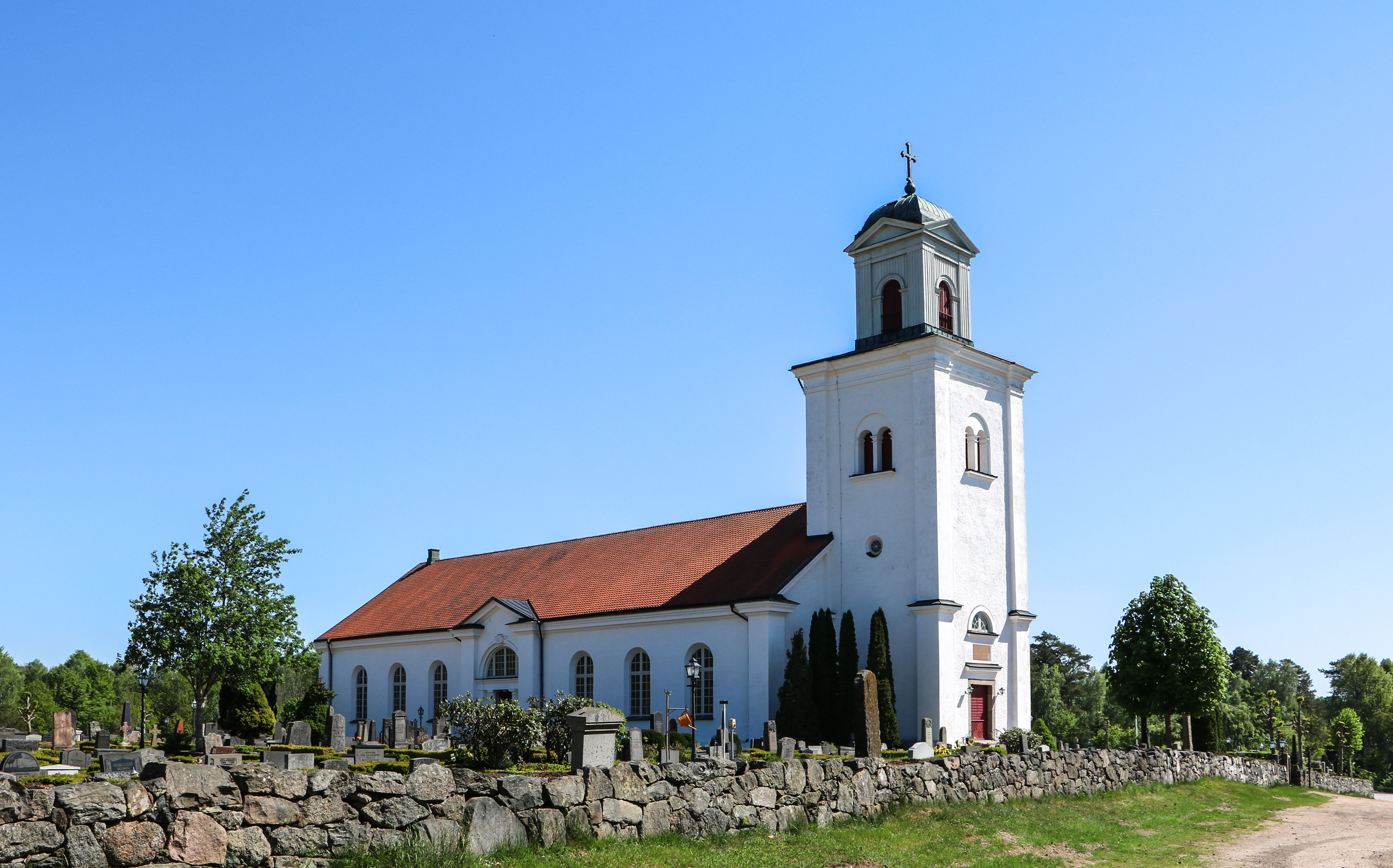
Exteriör från nordväst
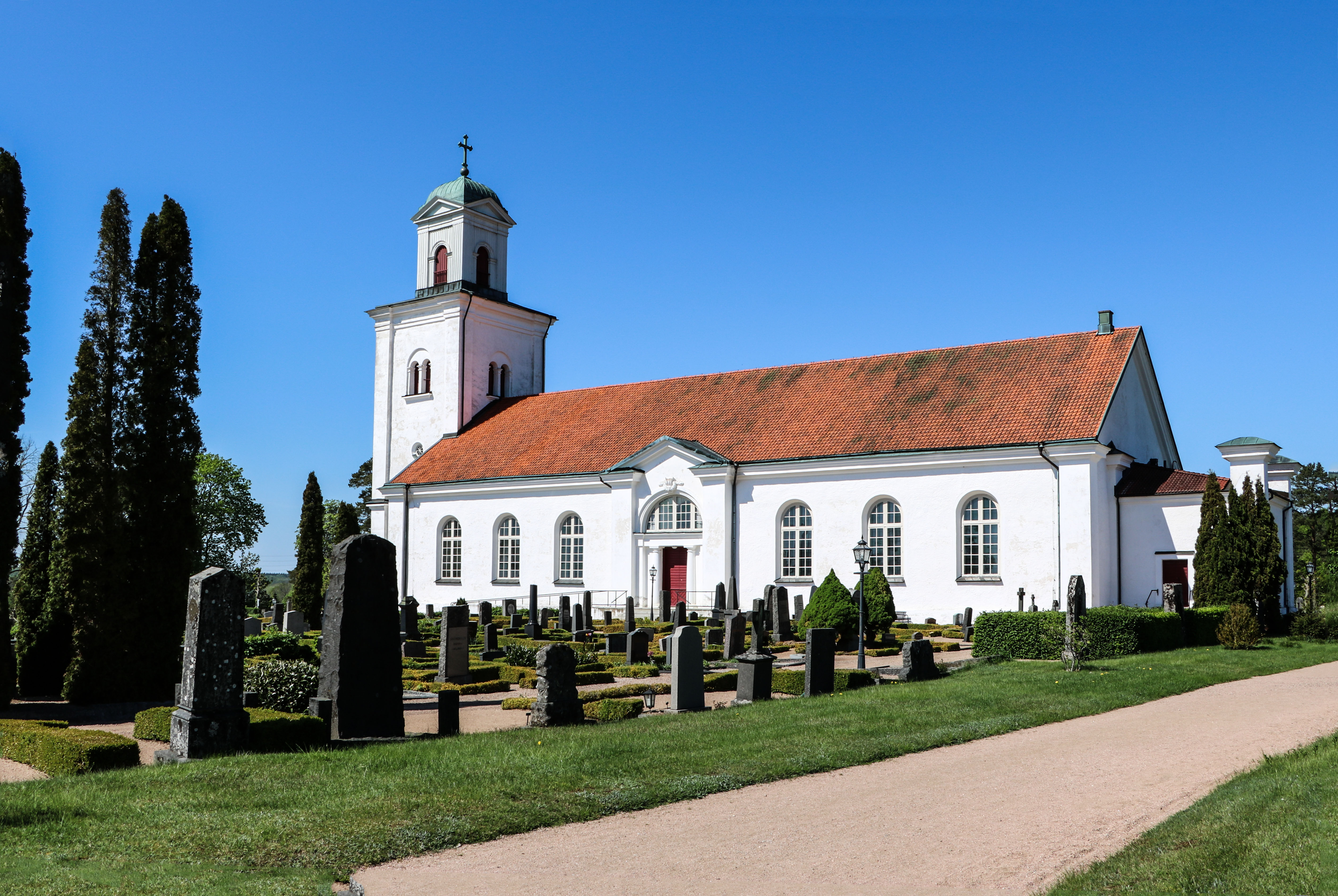
Exteriör från sydöst
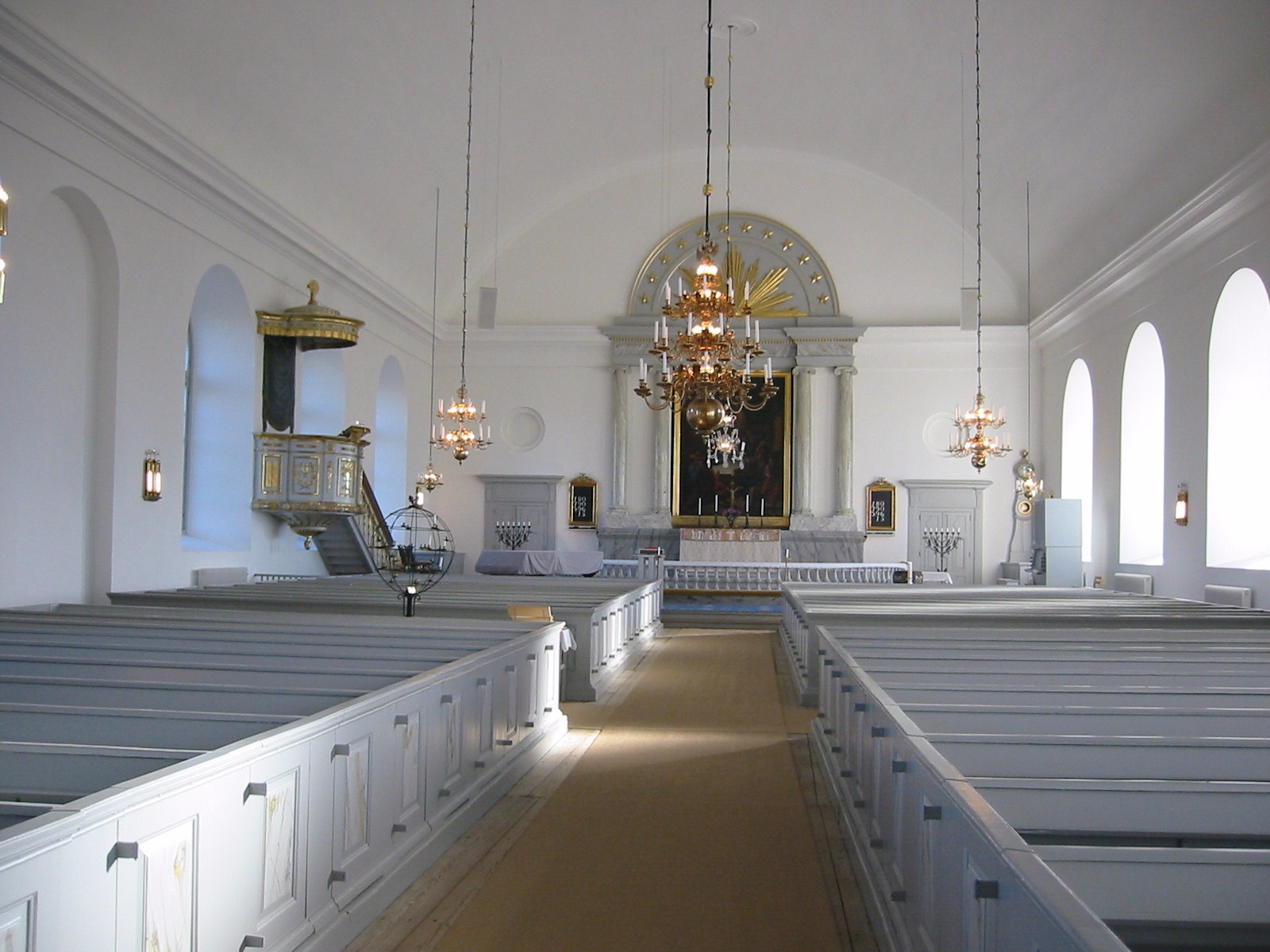
Kyrkorummet mot öster
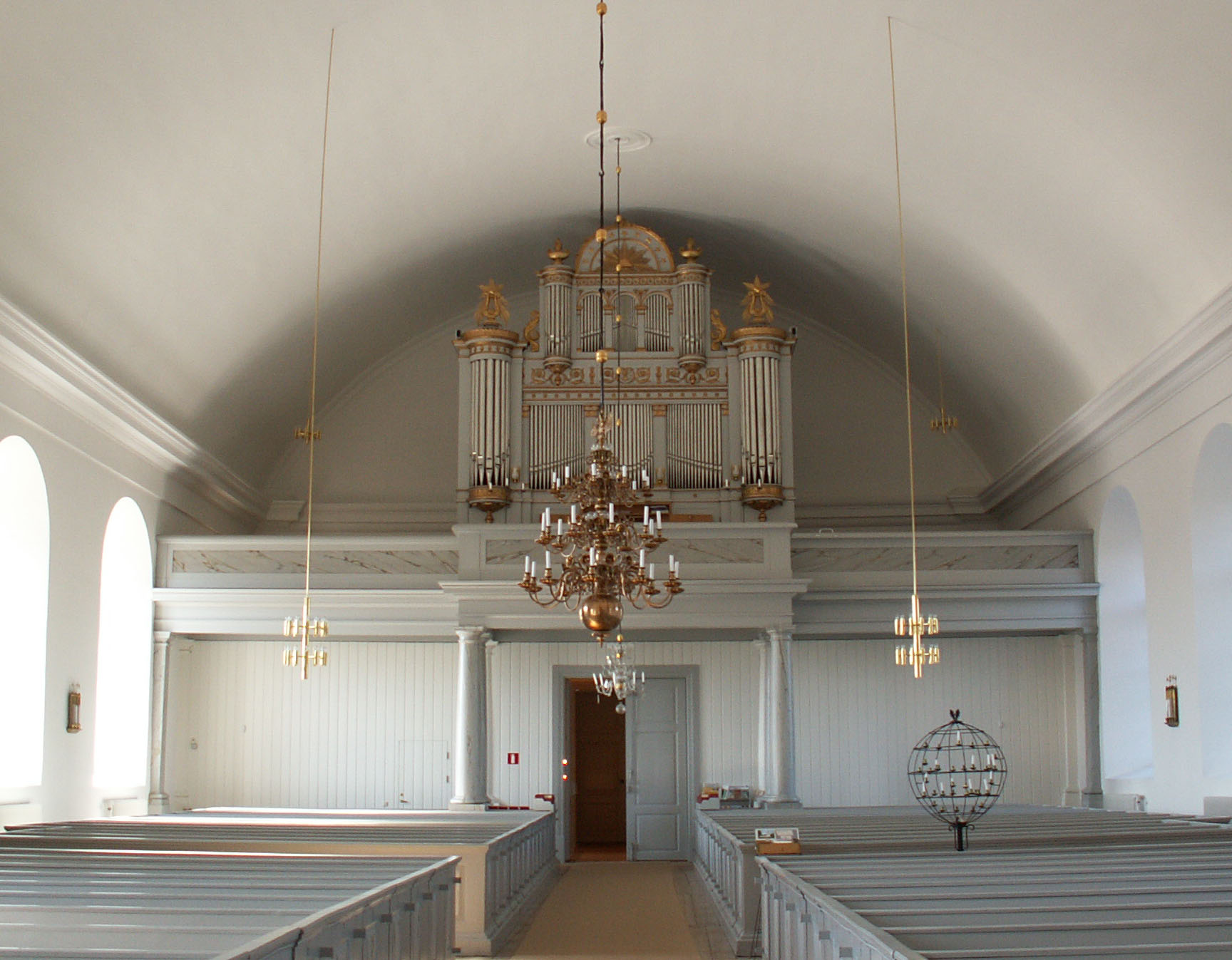
Orgelläktaren
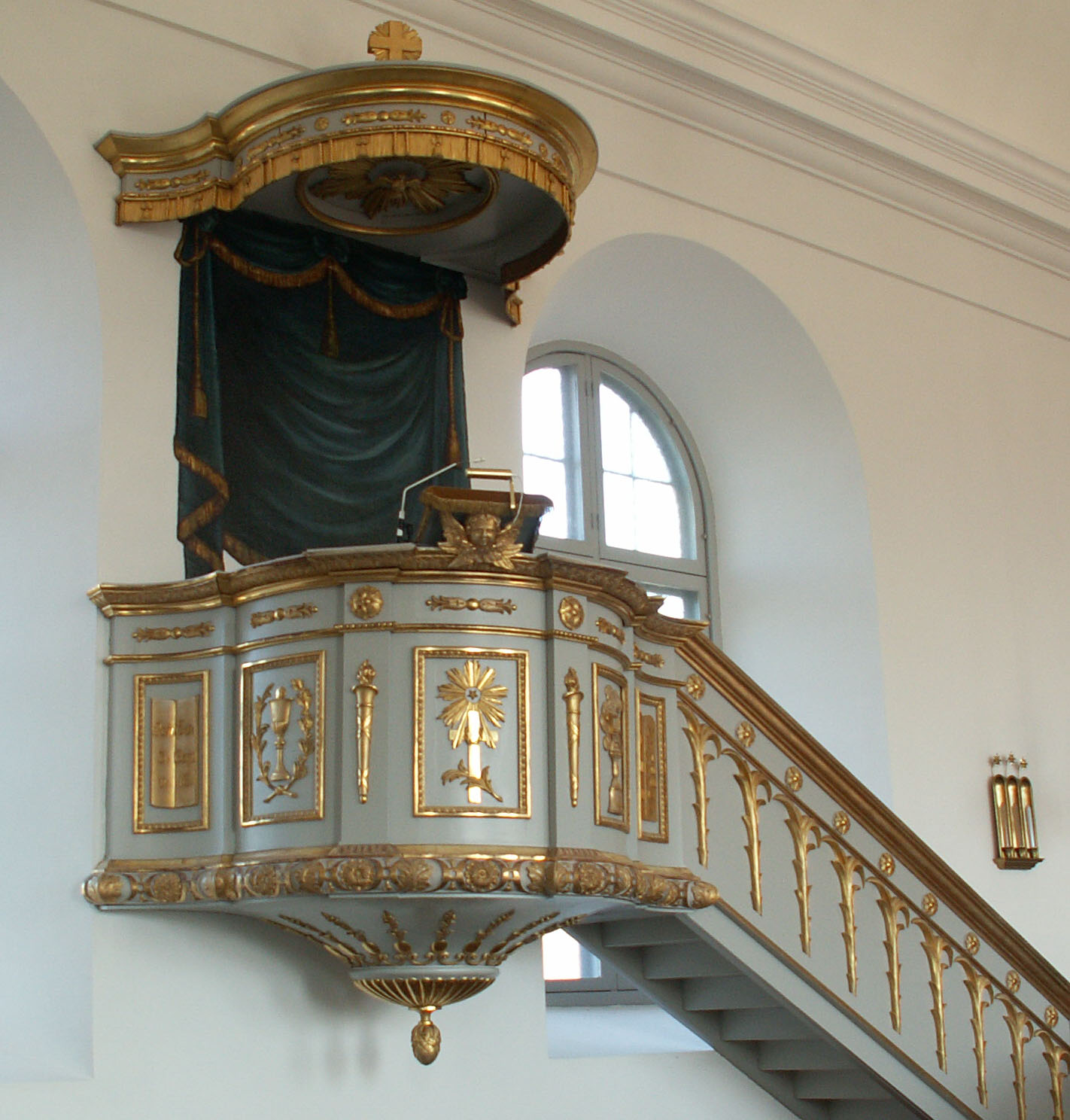
Predikstolen
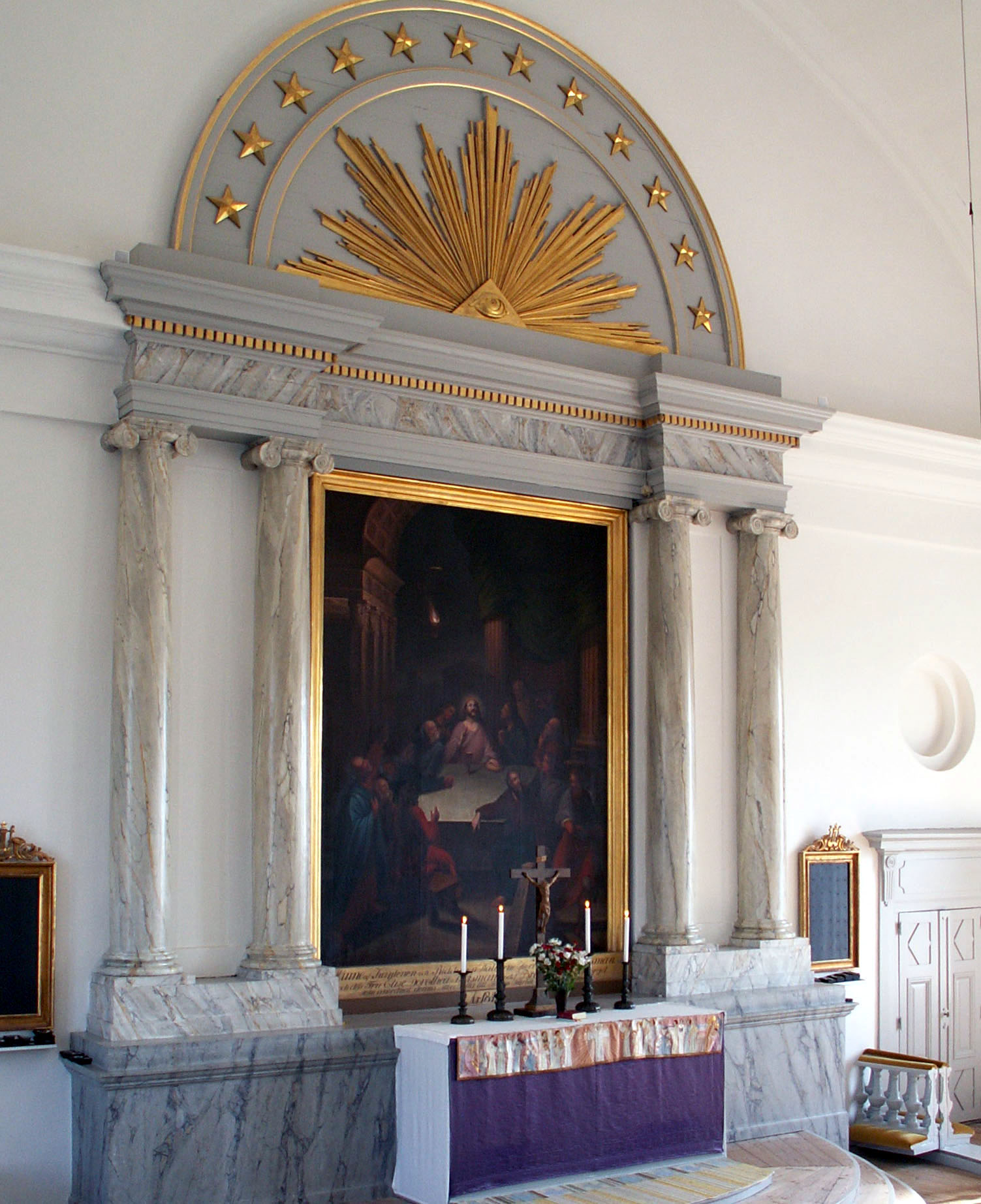
Koret med altaruppställningen
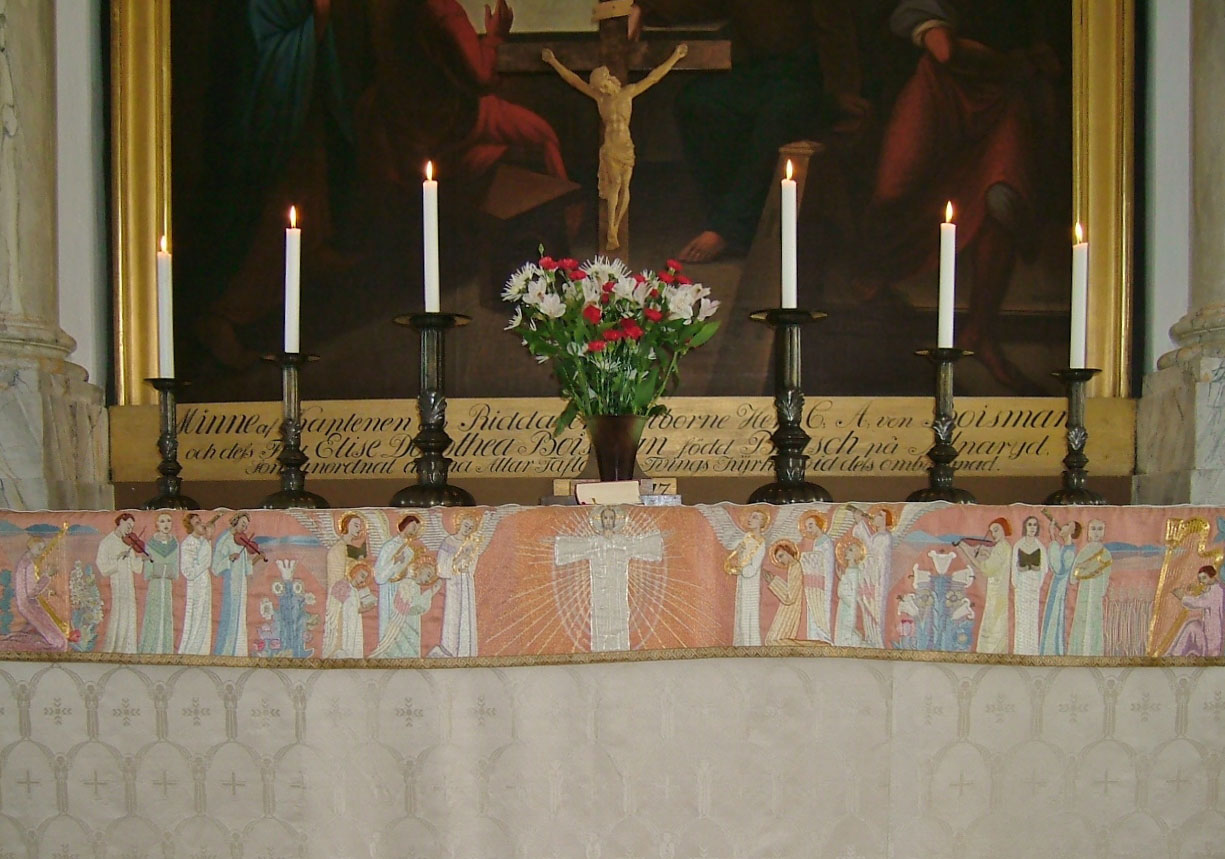
Altaret
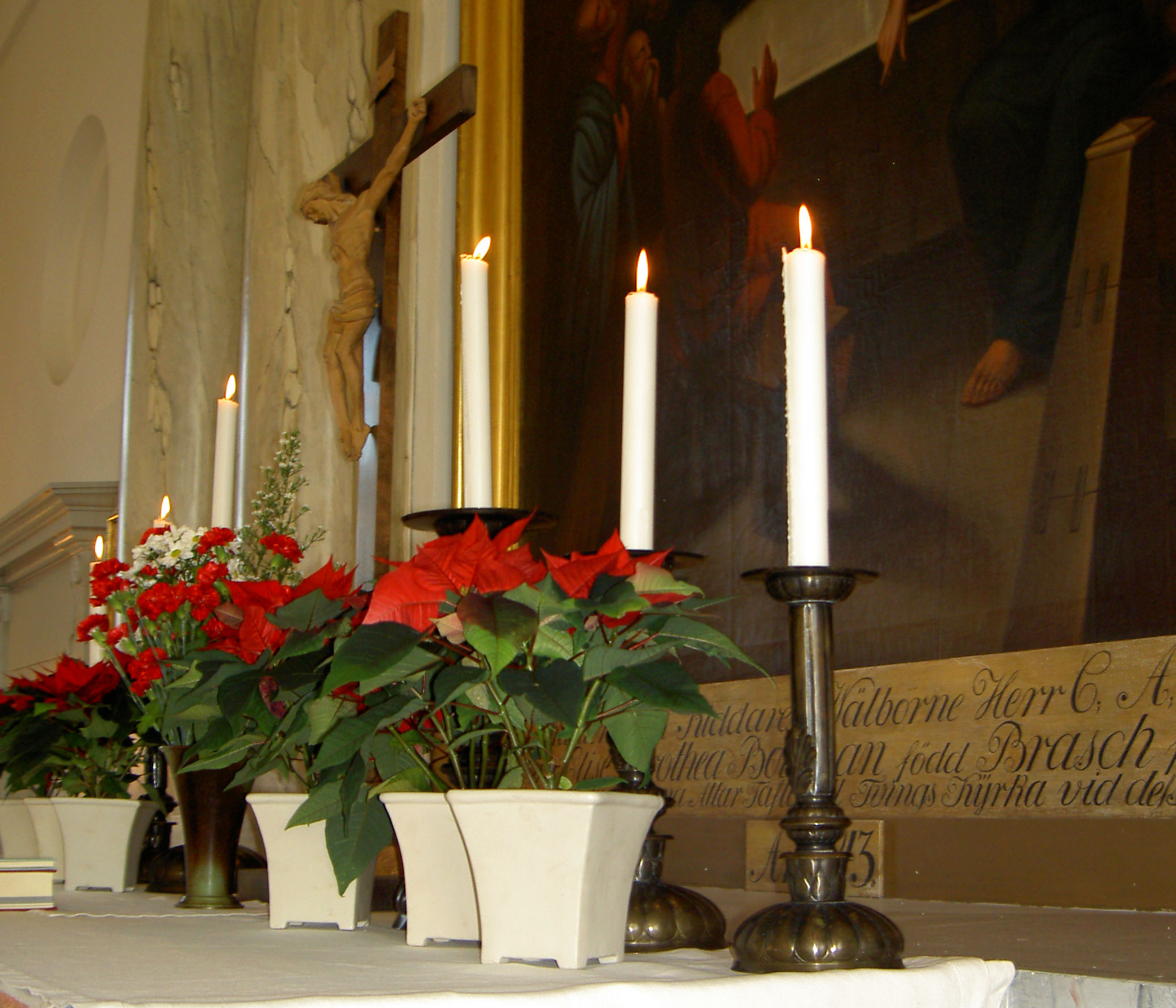
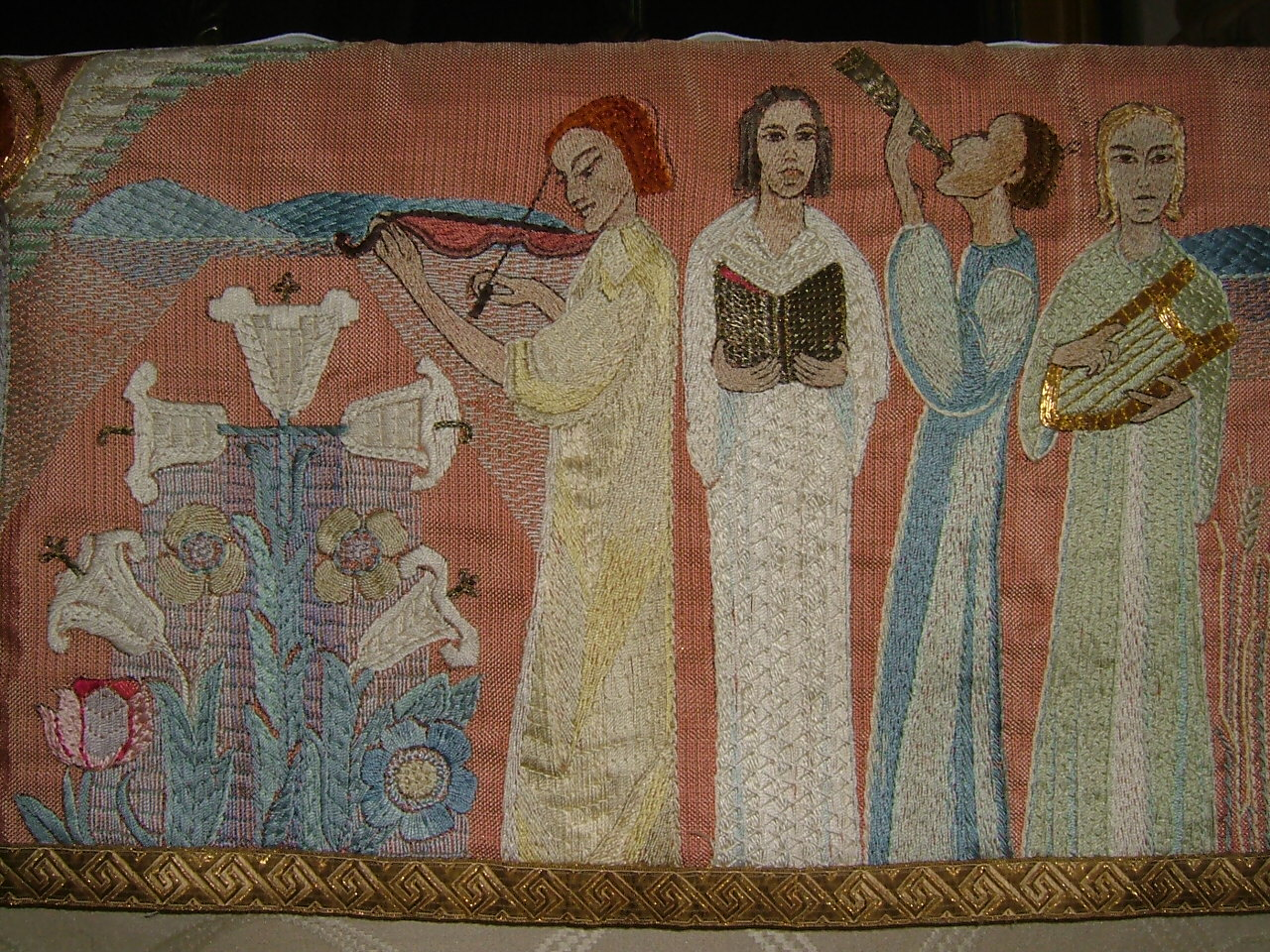
Detalj I altarbrunet
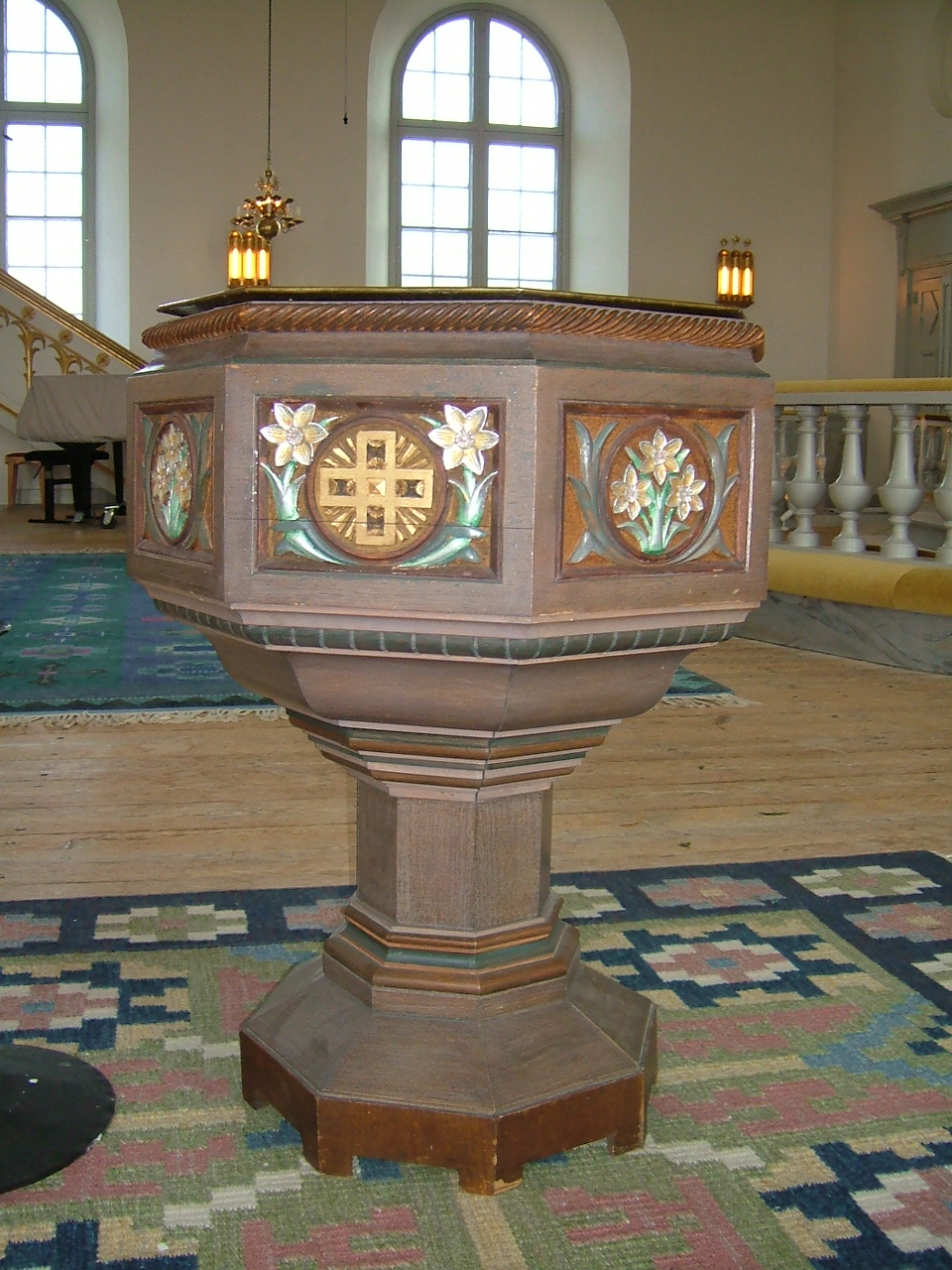
Dopfunten